# Slobidka Oleksînețka, Horodok
Slobidka Oleksînețka (în ucraineană Слобідка Олексинецька) este un sat în comuna Pidlisnîi Oleksîneț din raionul Horodok, regiunea Hmelnîțkîi, Ucraina.

## Demografie
Componența lingvistică a localității Slobidka Oleksînețka
     Ucraineană (97,87%)
     Rusă (2,13%)
Conform recensământului din 2001, majoritatea populației localității Slobidka Oleksînețka era vorbitoare de ucraineană (97,87%), existând în minoritate și vorbitori de rusă (2,13%).